# Exechia extensa
Exechia extensa är en tvåvingeart som först beskrevs av Freeman 1951.  Exechia extensa ingår i släktet Exechia och familjen svampmyggor. Inga underarter finns listade i Catalogue of Life.